# Grupo mixita
El grupo de la mixita es una familia de especies químicas minerales con estructura compleja. Estos minerales son arseniatos o fosfatos de cobre con otros metales que cristalizan en el sistema hexagonal. La especie más común es la mixita, arseniato básico de cobre y bismuto.

## Composición Química
Estos minerales son fosfatos y arseniatos básicos hidratatos complejos, correspondiendo a la fórmula YCu6[(OH)6|(XO24)23] · 3H2O, en donde X es el fósforo o el arsénico del anión, e Y es uno o varios cationes metálicos (bismuto, calcio, cerio, tierras raras). Son ordenados dentro de la Clasificación Dana como fosfatos hidratados, etc., con ion hidroxilo u halógeno, 42.05.01 grupo de la mixita (Dana Phosphate Classification Hydrated Phosphates,etc., with Hydroxyl or Halogen,42.05.01 Mixite group (Arsenate Series)) .

## Propiedades físicas
Estos minerales cristalizan en el sistema hexagonal. Son de hábito acicular, agregados esferulíticos de cristales fibrosos radiales y a veces formando costras terrosas. Los colores van desde blanco verdoso a azul verdoso.

## Especies
El grupo está formado por 9 especies minerales catalogadas, siendo la plumboagardita el último miembro en ser descubierto. Otra especie, la agardita (Dy), es una especie supuestamente descubierta en Anton Mine, Alemania, del cual existe información incompleta y dudosa. Las especies pertenecientes al grupo son:
- Agardita (Ce): CeCu6[(OH)6|(AsO4)3] · 3H2O

- Agardita (La): (La,Ce)Cu6[(OH)6|(AsO4)3] · 3H2O

- Agardita (Nd): (Nd,La,Ce)Cu6[(OH)6|(AsO4)3] · 3H2O

- Calciopetersita: CaCu6[(OH)6|HPO4|(PO4)2] · 3H2O

- Goudeyita: (Al,Y)Cu6[(OH)6|(AsO4)3] · 3H2O

- Mixita: BiCu6[(OH)6|(AsO4)3] · 3H2O

- Petersita: (Y,Ce,Nd)Cu6[(OH)6|(PO4)3] · 3H2O

- Zálesíita :(Ca,Y)Cu6[(OH)6|(HAsO4,AsO4)|(AsO4)] · 3H2O

- Plumboagardita :	(Pb,REE,Ca)Cu6[(OH)6|(HAsO4,AsO4)|(AsO4)2] · 3H2O